# Bad Emstal
Bad Emstal é um município da Alemanha, situado no distrito de Kassel, no estado de Hesse. Tem 38,67 km² de área, e sua população em 2019 foi estimada em 5.926 habitantes.